# Vascello inglese e nave da guerra in mare aperto
Vascello inglese e nave da guerra in mare aperto è un dipinto di Ludolf Bakhuizen. Eseguito probabilmente negli anni ottanta del seicento, è conservato nella National Gallery di Londra.

## Descrizione
Le due navi da guerra portano bandiere inglesi. In un disegno preparatorio conservato nella Royal Collection a Londra è riconoscibile il paesaggio nei pressi della foce del Tamigi presso Deal; nell'opera finita invece la costa è raffigurata diversamente e il paesaggio potrebbe essere di fantasia.